# Kopys
Kopys (Russisch en Wit-Russisch: Копысь, Pools: Kopyś, Jiddisch: קאָפּוסט Kopust) is een dorp in de Wit-Russische oblast Vitebsk met 842 inwoners (2018). Formeel is het een nederzetting met stedelijk karakter. De plaats kreeg in de zestiende eeuw stadsrechten. Kopys staat bekend als de geboorteplaats van Aleksandr Loekasjenko, die in 1994 werd verkozen tot president van Wit-Rusland.

## Geografie
Kopys ligt in het uiterste zuiden van de oblast Vitebsk en ligt aan de oevers van de rivier de Dnjepr, die in het westen van het dorp ook de grens met de oblast Mogiljov vormt. Direct aan de overkant van de rivier (in de oblast Mogiljov) ligt het dorpje Aleksandrija en de twee dorpen zijn met een brug verbonden. Kopys is bereikbaar via de regionale weg P76, die tevens door Aleksandrija en over de brug loopt. Dichtstbijzijnde steden zijn Orsja (20 km) en Mahiljow (45 km). De hoofdstad Minsk ligt hemelsbreed op zo'n 180 kilometer.

## Geboren
- David Remez (1886-1951), Israëlisch politicus
- Aleksandr Loekasjenko (1954)

## Galerij

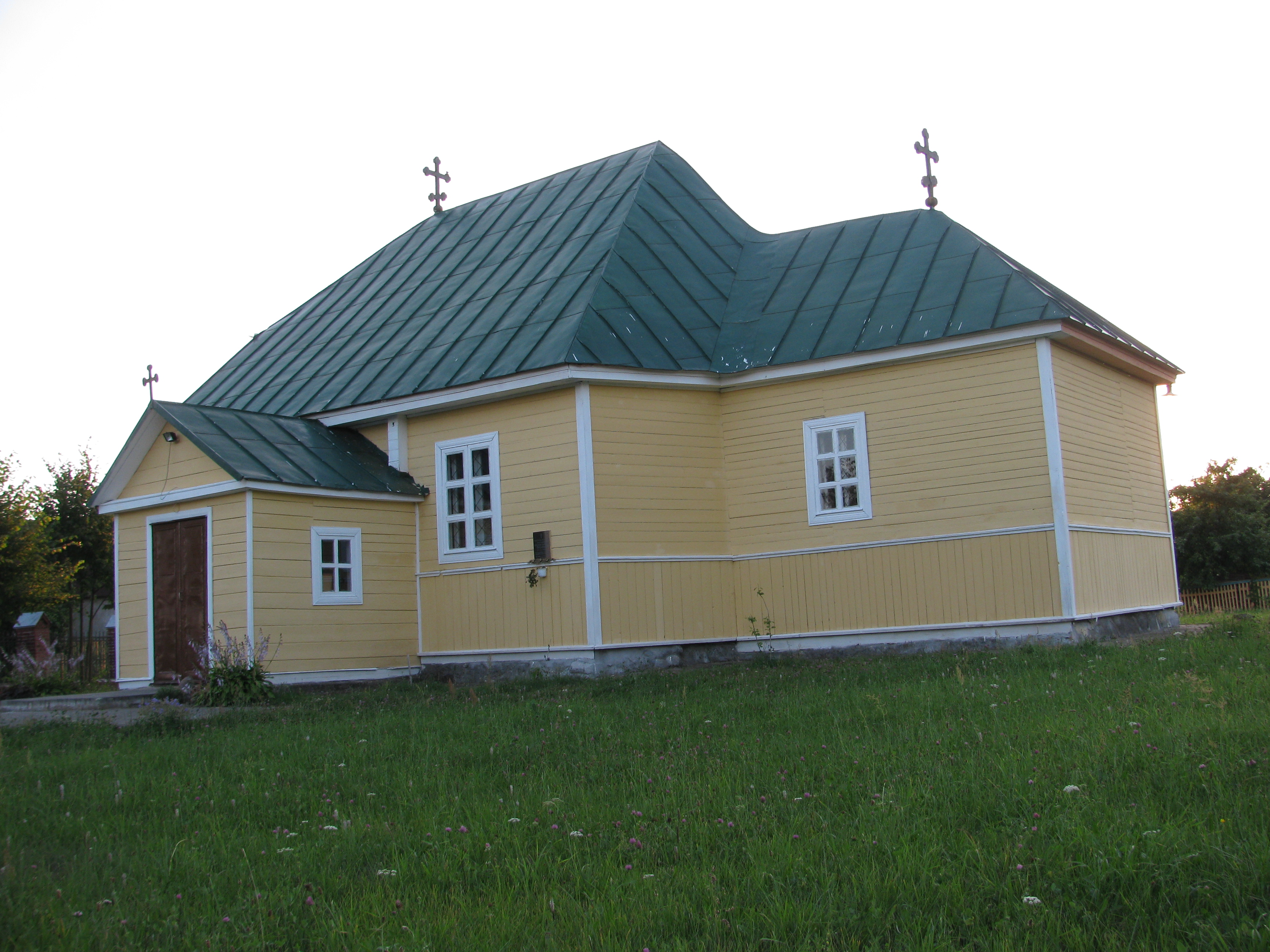
Kerk
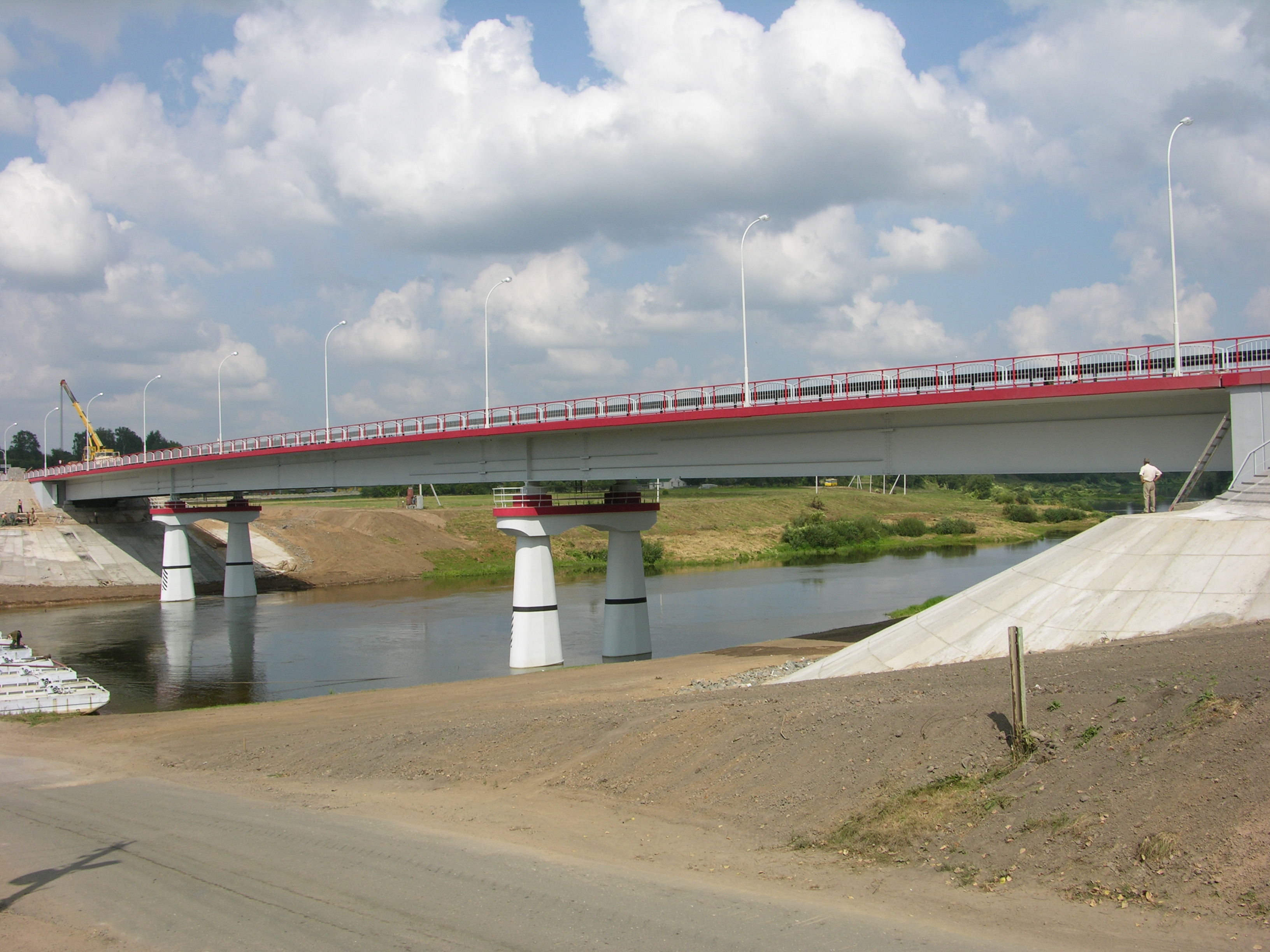
De brug over de Dnjepr.